# Gaby Colebunders
 (août 2023).
Gaby Colebunders, né le 26 décembre 1972 à Genk, est un homme politique et  syndicaliste belge, membre du Parti du travail de Belgique (PTB). 

## Biographie
Gaby Colebunders a grandi dans les cités minières de Genk, élevé par sa mère seule. 
Il a d'abord travaillé chez Mondi, une usine de carton à Houthalen, avant d'être engagé à l'usine Ford à Genk, dans laquelle il reste pendant 25 ans. Inspiré par le prêtre-ouvrier Jef Ulburghs, il devient syndicaliste et collaborateur d'associations de soutien aux familles ayant des difficultés financières.
En 2012, il lutte pour préserver les emplois menacés par la fermeture de l'usine Ford à Genk. Avec ses collègues, il réussit à faire plier l'usine, mais Ford rompt sa promesse en octobre 2012. Il est alors déçu par la faible réaction des pouvoirs publics et réussit à nouveau, avec ses collègues, à faire plier Ford en forçant l'entreprise à donner 700 millions d'euros pour le pouvoir d'achat dans le Limbourg. 
Il se fait connaître en Flandre après une émission de la VRT où il témoigne des suicides d'ouvriers licenciés à la suite des fermetures d'entreprises. 
Aux élections régionales du 25 mai 2014, il se présente comme candidat pour le Parlement flamand sur les listes du PTB. Bien qu'à l'origine méfiant des partis politiques, qu'il considérait comme déconnectés des problèmes de la population, il a été intéressé par l'approche plus horizontale et proche des gens revendiquée par le parti. Il n'est cependant pas élu. 
Aux élections communales du 14 octobre 2018, il est élu conseiller communal à Genk. 

### Député fédéral

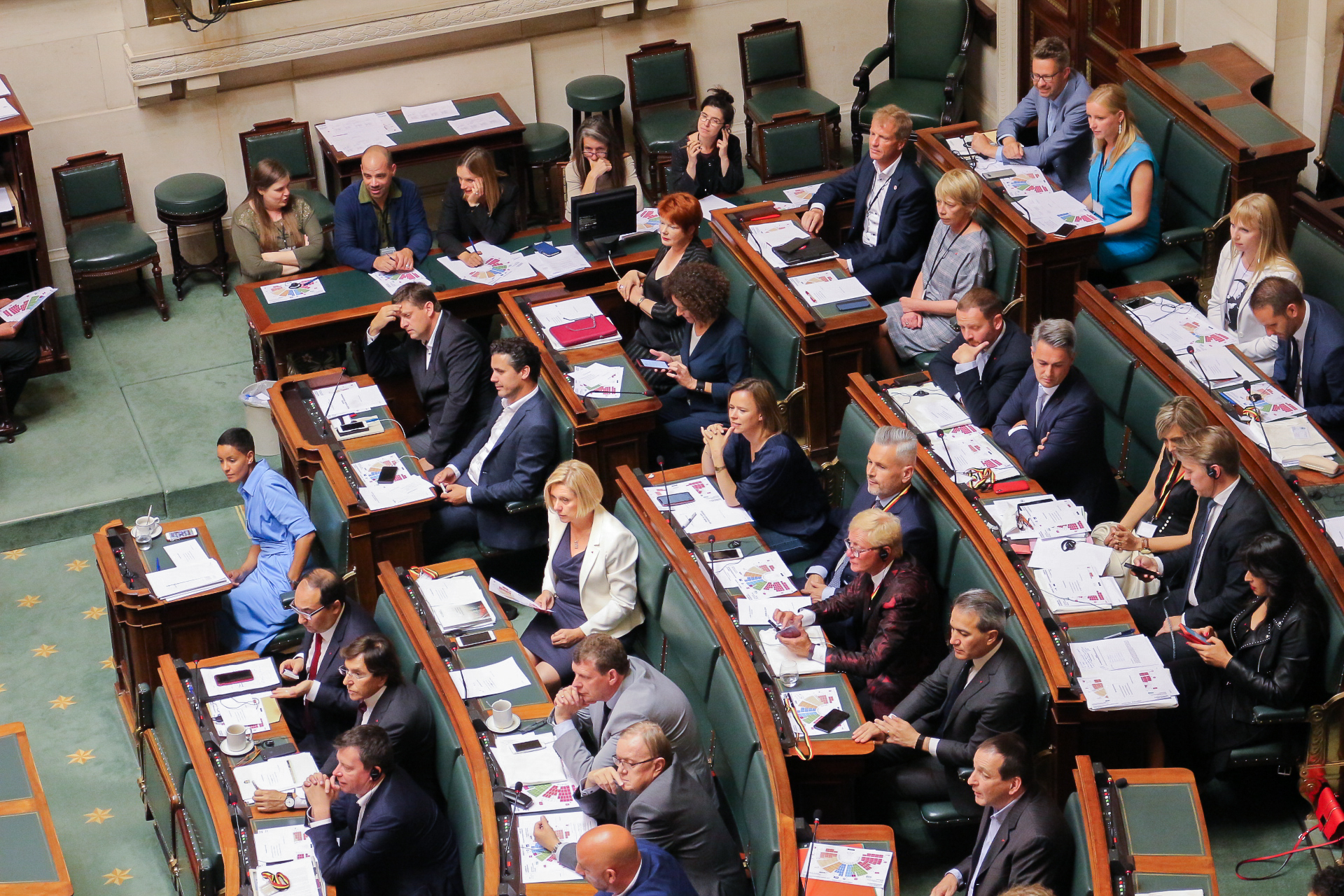
Colebunders (en bas au milieu), lors d'une séance parlementaire en 2019

Pour les élections législatives du 26 mai 2019, Gaby Colebunders échange sa place sur les listes électorales limbourgeoises avec le liégeois et parlementaire wallon Frédéric Gillot : Colebunders se présente ainsi dans la circonscription de Liège et Gillot dans la circonscription du Limbourg. Cette pratique, visant à présenter des Wallons en Flandre et des Flamands en Wallonie pour les élections législatives, n'est pas une nouveauté pour le PTB qui s'oppose à la division communautaire de la Belgique et défend une union des travailleurs wallons et flamands. Colebunders est finalement élu comme député de la circonscription de Liège à la Chambre des Représentants et rejoint de facto le groupe linguistique francophone. Il s'occupe des questions d'intérieur, de sécurité, de migration et d'administration au sein du groupe PTB.

#### Activités parlementaires
Le 19 mars 2020, Colebunders, de concert avec les groupes PTB, N-VA et Vlaams Belang à la Chambre des représentants, a voté contre la confiance au Gouvernement Wilmès II,.

### Vie privée
Il a trois enfants et un petit-enfant. Il est fan de heavy metal.